# 有腺泡花树
有腺泡花树（学名：Meliosma oldhamii var. glandulifera）为清风藤科泡花树属下的一个变种。